# Saqui barbut de nas blanc
El saqui barbut de nas blanc (Chiropotes albinasus) és una espècie de mico de la família dels pitècids que es troba al Brasil.